# Погребы (Цильнинский район)
Погребы — деревня в составе Новоникулинского сельского поселения Цильнинского района Ульяновской области. 

## География
Находится у реки Бирюч на расстоянии примерно 19 километров на юго-запад по прямой от районного центра села Большое Нагаткино. 

## История
В 1851 году из деревни Погребов добровольно выселилось 28 семейств (43 души) удельных крестьян они поселились на р. Грязном Ключе и основали новую деревню — Погребовский выселок.
В 1913 в деревне было 45 дворов с населением 268 человек. В 1990-е годы работало ТОО «Восход» (ранее совхоз «Красный Восход»).  По состоянию на 2020 год обезлюдело.

## Население
Население составляло 34 человека в 2002 году (русские 50%, чуваши 32%), 30 по переписи 2010 года.